# SNHU Arena
De SNHU Arena is een indoor evenementenarena in Manchester in de Amerikaanse staat New Hampshire, die plaats biedt aan 9.852 toeschouwers, voor ijshockey, 11.140 voor basketbal en maximaal 11.770 voor concerten. 
Het gebouw was oorspronkelijk bekend als de Manchester Civic Arena, en deze naam komt nog steeds voor op de meeste borden in de stad. De naamgevingsrechten werden uiteindelijk verkocht vóór de opening in 2001 en zo werd de arena de Verizon Wireless Arena genoemd. 
De naam werd weer gewijzigd op 1 september 2016 naar de SNHU Arena.
De arena bevat 542 clubstoelen, 34 luxe suites en vijf feestsuites. 